# Fênix (Paraná)
Fênix es un municipio brasileño del estado de Paraná. Fue creado a través de la Ley Estatal n.º 4245 del 25 de julio de 1960 y separado de Campo Mourão.

## Geografía
Posee un área es de 234,098 km² representando 0,1175 % del estado, 0,0415 % de la región y 0,0028 % de todo el territorio brasileño. Se localiza a una latitud 23°54′57″ sur y a una longitud 51°58'44" oeste, estando a una altitud de 365 metros. Su población estimada en 2005 era de 4.290 habitantes.

### Demografía
Datos del censo - 2000
Población total: 4942
- Urbana: 3836
- Rural: 1.106
- Hombres: 2.453
- Mujeres: 2.489

Índice de Desarrollo Humano Municipal (IDH-M): 0,736
- Idh salario: 0,633
- Idh longevidad: 0,751
- Idh educación: 0,824

### Hidrografía
- Río Arurau o "Arurão";
- Río Ivai;
- Río Corumbataí;
- Río del Diez.

### Carreteras
Helmut Sontag

## Administración
- Prefecto: Altair Molina Serrano (2009/2012)
- Vice-prefeita: Carmelita Elisia Teixeira Tasca
- Presidente de la Cámara: Francisco Canuto de Medeiros (2009/2012)